# Minna Atherton
Pour les articles homonymes, voir Atherton.
Minna Atherton, née le 17 mai 2000 à Auchenflower (Ville de Brisbane, Queensland) est une nageuse australienne, spécialiste du dos.

## Biographie
Après son baccalauréat, Minna Atherton obtient une bourse d'études, la Georgina Hope Rinehart Swimming Excellence Scholarship pour commencer ses études en Sciences biomédicales à l'Université Bond.

## Carrière
Minna Atherton égale le record du monde junior du 100 m dos lors des Championnats du monde junior de natation 2015 en 59 s 58. Lors de cette compétition, elle remporte l'or sur le 100 m et le 200 m dos. Aux Championnats du Queensland en décembre 2015, elle bat le record du monde junior du 100 m dos en 59 s 37.
En février 2016, lors d'une compétition à Brisbane, elle bat deux fois le record du monde junior du 50 m dos en 27 s 73 puis en 27 s 49. Lors des Championnats nationaux australien, elle termine 3e du 100 m dos, ratant la qualification pour les Jeux olympiques d'été de 2016.
Lors des Championnats du monde de natation en petit bassin 2018 à Hangzhou, elle finit 3e du 100 m dos, ex æquo avec la Britannique Georgia Davies. Elle remporte également la médaille de bronze du 4 × 50 m nage libre avec ses compatriotes Holly Barratt, Emily Seebohm et Carla Buchanan, battant le record d'Australie et du Commonwealth de la distance en 1 min 36 s 34 ainsi que la médaille de bronze du 4 × 200 m nage libre avec Ariarne Titmus, Carla Buchanan et Holly Barrat.

## Palmarès

### Championnats du monde

#### Grand bassin
- Championnats du monde 2019 à Gwangju :
  -  Médaille d'or du relais 4 × 100 m quatre nages mixte (participe uniquement aux séries) ;
  -  Médaille d'argent du relais 4 × 100 m quatre nages.